# Commerzbank
Commerzbank Aktiengesellschaft è la quarta più grande banca della Germania (dopo la Deutsche Bank, DZ Bank e KfW), con sede a Francoforte sul Meno, fondata nel 1870 ad Amburgo.

## Storia

### 1870-1918

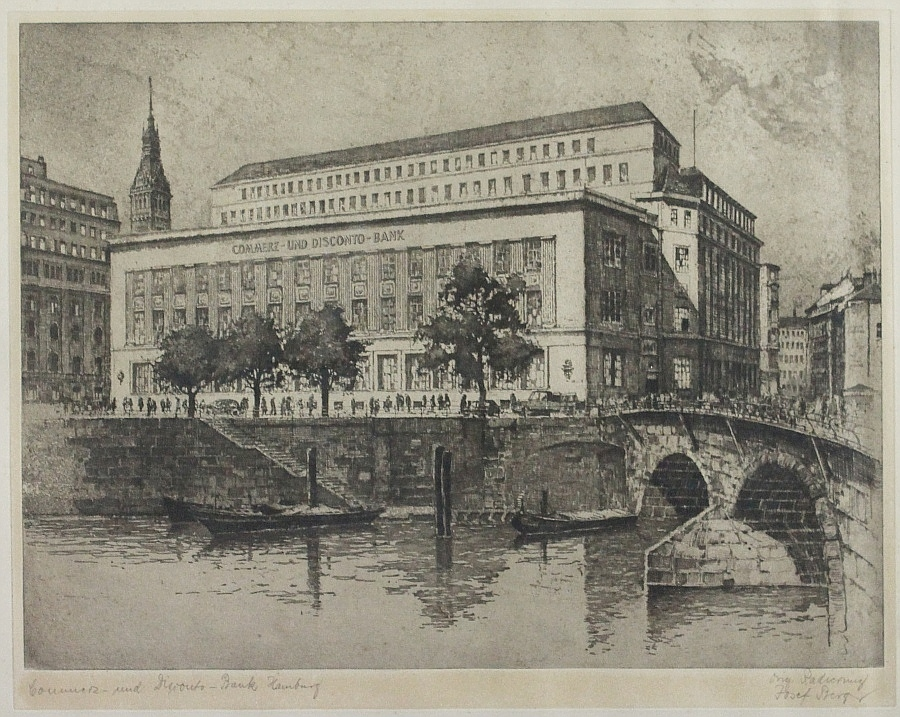
La sede di Amburgo nel 1874

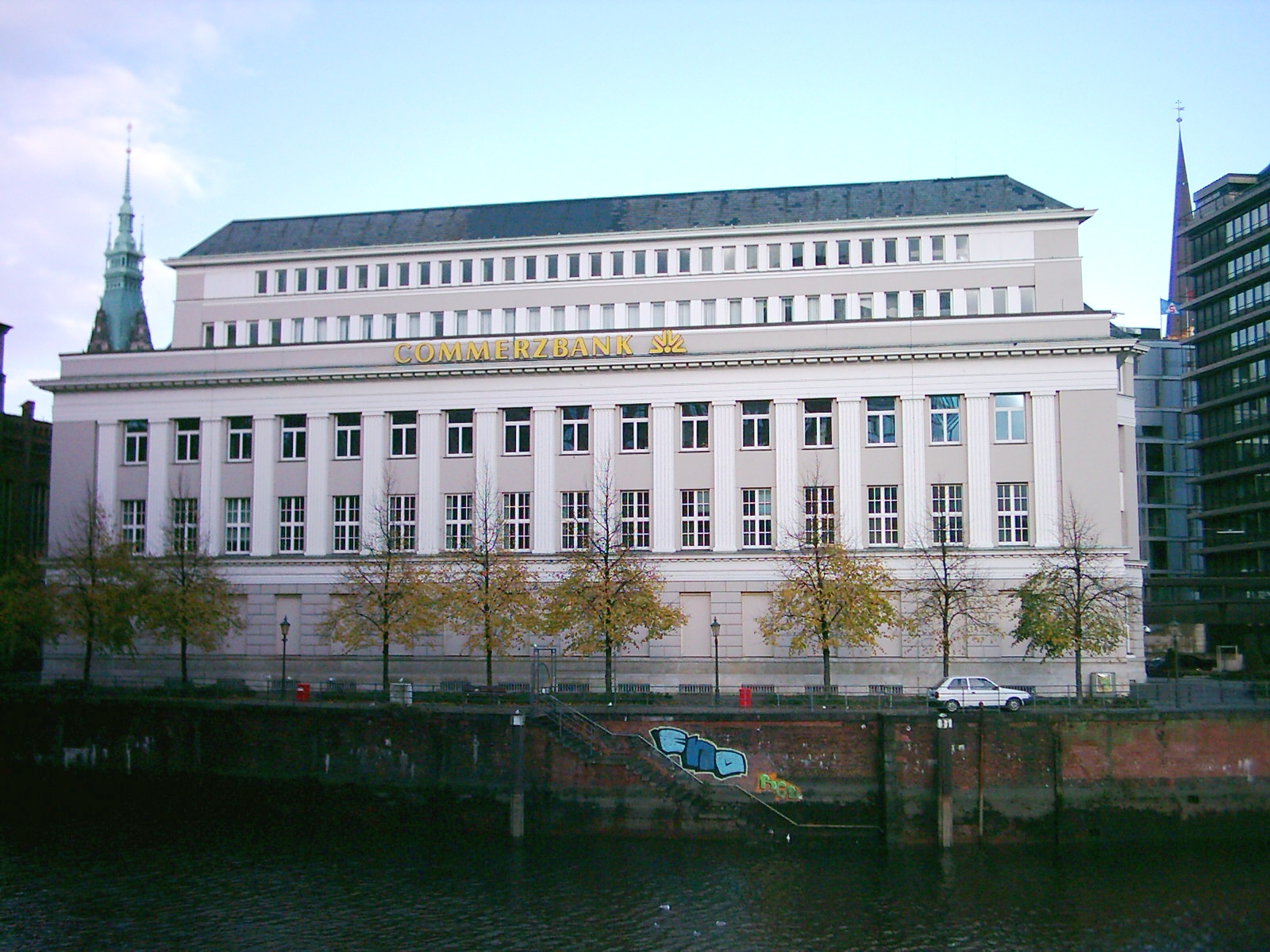
La sede di Amburgo oggi

La Commerzbank è stata fondata nel 1870 da banchieri privati di Amburgo con il nome di Commerz- und Disconto-Bank ("Banca commerciale e di sconto").
Nel 1873 fu fondata la filiale London and Hanseatic Bank di Londra, che rimase attiva fino alla prima Guerra mondiale. In Germania dopo la sede di Amburgo furono aperte le agenzie di Berlino e Francoforte nel 1897.
In conseguenza della fusione avvenuta nel 1905 con la Berliner Bank, il centro operativo fu trasferito a Berlino.

### 1919-1945
Negli anni Venti la banca si espanse attraverso l'incorporazione di più di cinquanta banche locali e prese il nome di Commerz- und Privat-Bank AG.
Nel 1931, durante la crisi economica mondiale, molte banche tedesche, fra cui la Commerzbank, si trovarono in a situazione critica. Per salvare le banche il Governo della repubblica di Weimar sotto la presidenza del Reichskanzler Heinrich Brüning nel 1932 deliberò la fusione della Commerzbank con la Barmer Bankverein.
Mediante un aumento di capitale la maggioranza dell'istituto di credito fu trasferita nelle mani dello Stato e della Reichsbank. Nel 1937 le azioni di proprietà dello Stato furono nuovamente trasferite a privati.
Nel 1940 fu ufficialmente adottato il nome con cui la Banca era generalmente chiamata, Commerzbank Aktiengesellschaft, e per marchio fu scelta una lettera "C" alata (con riferimento a Mercurio, il dio classico del commercio).
Fra il 1940 e il 1944 la Commerzbank aprì numerose filiali nei paesi occupati dal Terzo Reich, fra cui quelle nei Paesi Bassi, in Belgio, in Estonia e in Lettonia.
In base alla raccolta, la Commerzbank nel 1942 scese dal terzo al quarto posto fra le Großbanken.

### 1945-2013

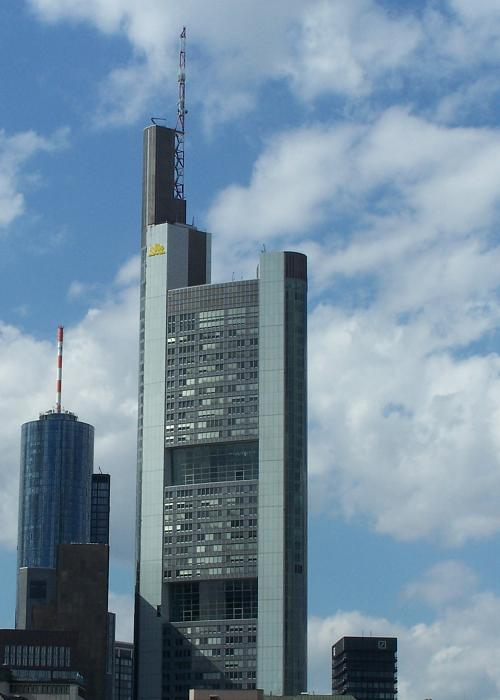
La Commerzbank Tower di Francoforte

Dopo la seconda Guerra mondiale, durante l'occupazione militare della Germania (1945-48), le Großbanken furono smembrate. Nella zona di occupazione sovietica (la futura DDR) le attività e proprietà furono espropriate senza indennizzo. Nelle altre tre zone furono costituite banche regionali, che nel caso della Commerzbank furono la Bankverein Westdeutschland a Düsseldorf, la Hansa-Bank ad Amburgo, la Merkur-Bank a Hannover, la Holsten-Bank a Kiel, la Mittelrheinische Bank a Magonza, la Mitteldeutsche Creditbank a Francoforte, il Bankverein für Württemberg-Baden a Stoccarda, la Bayerische Disconto-Bank a Norimberga e la Bremer Handels-Bank a Brema.

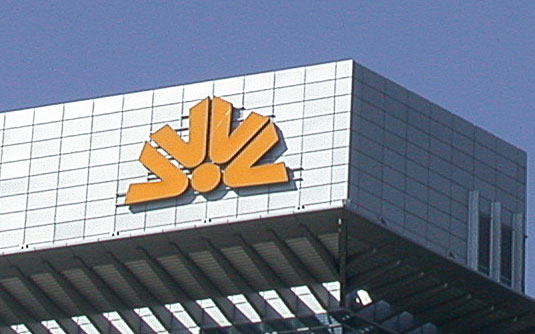
Il marchio del gruppo Europartners

In seguito alla Großbankengesetz ("legge sulle grandi banche") del 1952 le nove banche furono riunite in tre: il Bankverein Westdeutschland di Düsseldorf, la Commerz- und Disconto-Bank di Amburgo e la Commerz- und Credit-Bank di Francoforte. 

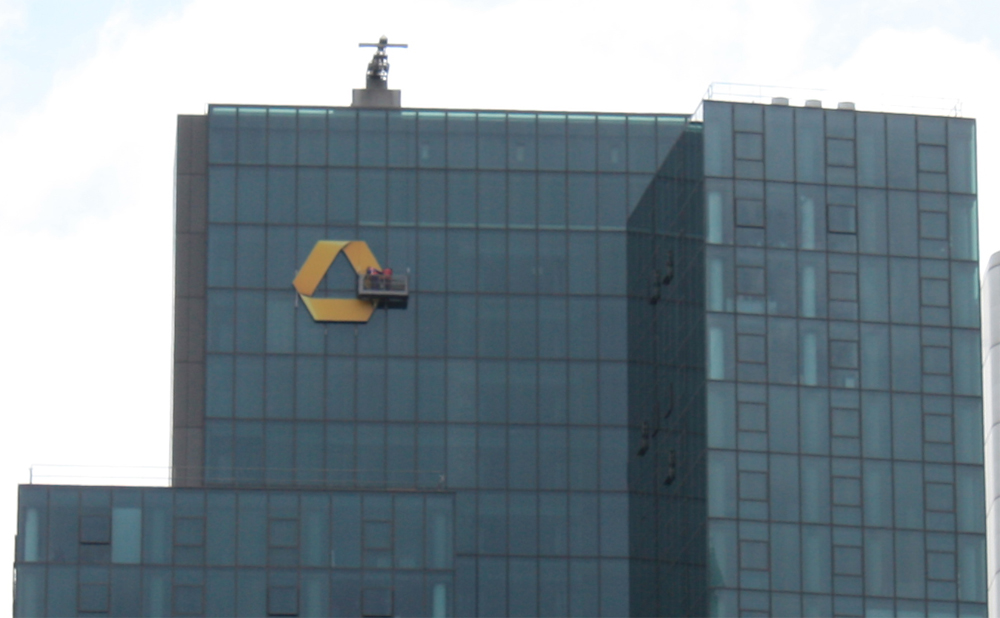
Il grattacielo "Gallileo" di Francoforte

Nel 1958 queste tre banche furono riunite per costituire la nuova Commerzbank AG con sede a Düsseldorf.
Alla fine degli anni Sessanta iniziò l'espansione internazionale della Commerzbank con l'apertura nel 1969 della Commerzbank International S.A. di Lussemburgo. Nel 1970 venne creato il gruppo Europartners, di cui erano membri la Commerzbank, il Crédit Lyonnais e il Banco di Roma (dal 1973 anche il Banco Hispano Americano) e nel 1972 venne adottato il marchio delle tre banche.
Fu la prima banca tedesca ad aprire un ufficio a New York, nel 1971, che tuttavia è stato notevolmente ridotto nel 2004.
Nel 1990 la sede della Commerzbank è stata trasferita a Francoforte e nel 1992 finì la cooperazione del gruppo Europartners.
Nel 2009 la Commerzbank ha rilevato dalla Allianz la Dresdner Bank, riducendo a due il numero delle Großbanken tedesche. La Commerz è divenuta la seconda più grande banca in Germania.
Nel 2009 è stato reso pubblico che il Soffin, fondo straordinario federale per la stabilizzazione dei mercati finanziari (Sonderfonds Finanzmarktstabilisierung) ha sottoscritto un aumento di capitale che l'ha portato a controllare il 25% del capitale della Commerzbank.
Nel 2011 la maggior parte dei fondi ricevuti dal Soffin erano stati restituiti e nel 2013 la partecipazione del Soffin era scesa al 17,15%.

### Salta la fusione con Deutsche Bank

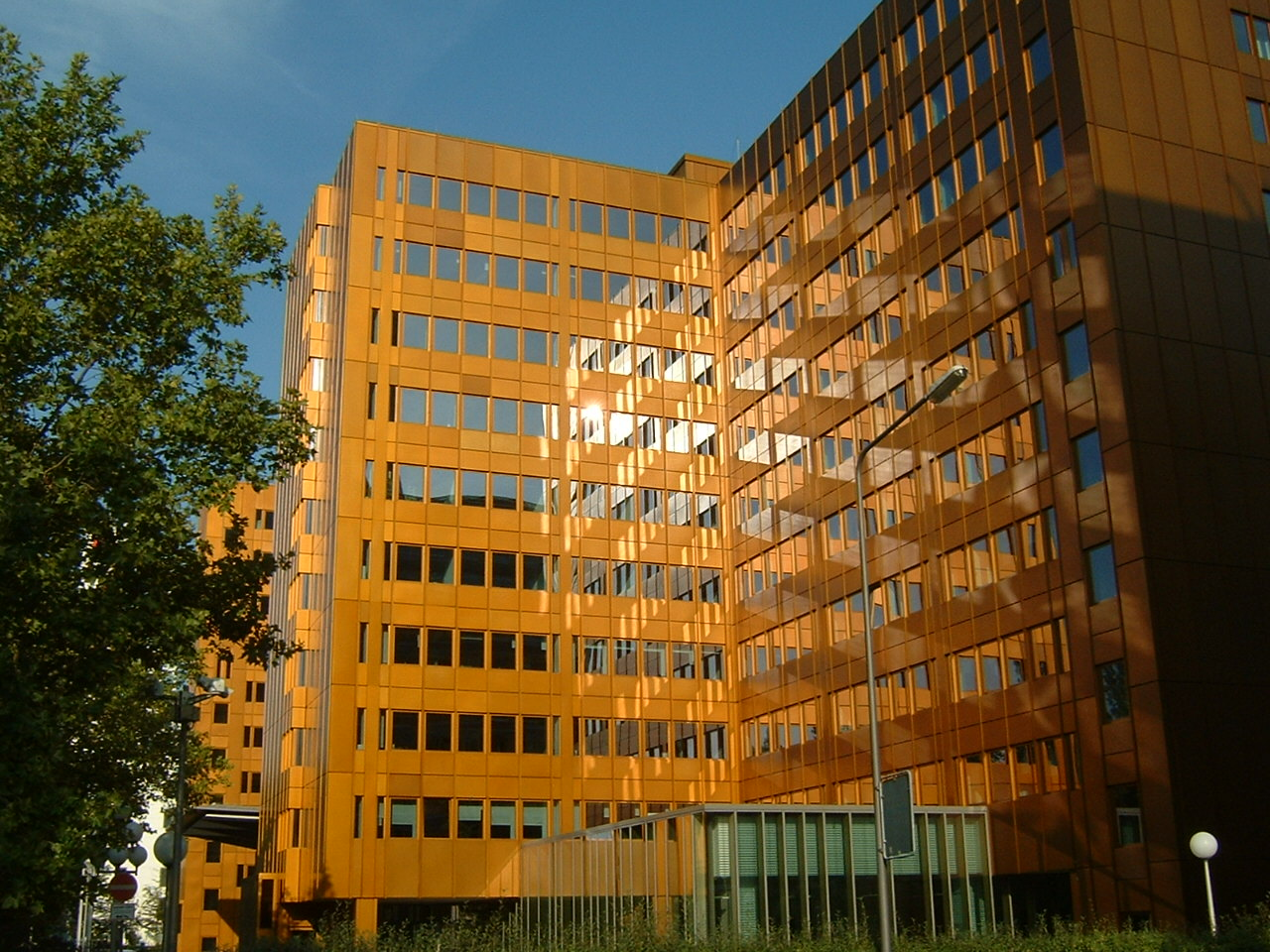
Banca Commerz Systems (Francoforte; Theodor Heuss Allee)

All'inizio del 2019 sono avviate le trattative per attuare il piano di cui si parla da tempo: fondere Deutsche Bank e Commerzbank, le due maggiori banche tedesche ed entrambe con problemi di scarsa redditività e crediti in sofferenza. Stando al progetto, sarebbe dovuto nascere un mega gruppo bancario da quasi 2.000 miliardi di attivi, secondo in Europa dopo Bnp Paribas, con 2.500 filiali, 845 miliardi di depositi e 141.000 dipendenti. Una fusione, con il governo tedesco indicato come grande sponsor dell'operazione in quanto ha in mano il 15% di Commerzbank, vista da molti come una unione tra due giganti malati nella speranza che insieme si sarebbero sorretti l'un l'altro. Deutsche Bank ha accumulato tra il 2011 e il 2018 sei miliardi di perdite nette con in portafoglio derivati pari 14 volte il Pil tedesco e ha dovuto pagare sempre nello stesso periodo 14,5 miliardi di dollari di multe per essere stata coinvolta in una serie di scandali bancari. La capitalizzazione di Borsa registra un meno 16 miliardi per Deutsche Bank e un meno 10 miliardi per Commerzbank, anch'essa in difficoltà finanziarie.
Nel marzo 2019 il ministro delle finanze tedesco, Olaf Scholz, dà la fusione per cosa fatta ma i principali azionisti la pensano diversamente e il 25 aprile 2019 l'annuncio con due comunicati separati: salta la fusione a causa principalmente del robusto aumento di capitale previsto di almeno 10 miliardi e dei 30.000 esuberi.

## Azionisti
Nel dicembre 2018 i maggiori azionisti della banca erano il Governo della Germania (15.6%) e Cerberus Capital Management (5.01%).
Nel settembre 2024 Unicredit è diventato il principale azionista, dopo l'acquisto, dallo stato tedesco del 9% delle azioni del gruppo bancario. Il 18 dicembre 2024 Unicredit sale a circa il 28%, di cui il 9,5% attraverso la partecipazione diretta e circa il 18,5% attraverso strumenti derivati.

## Note

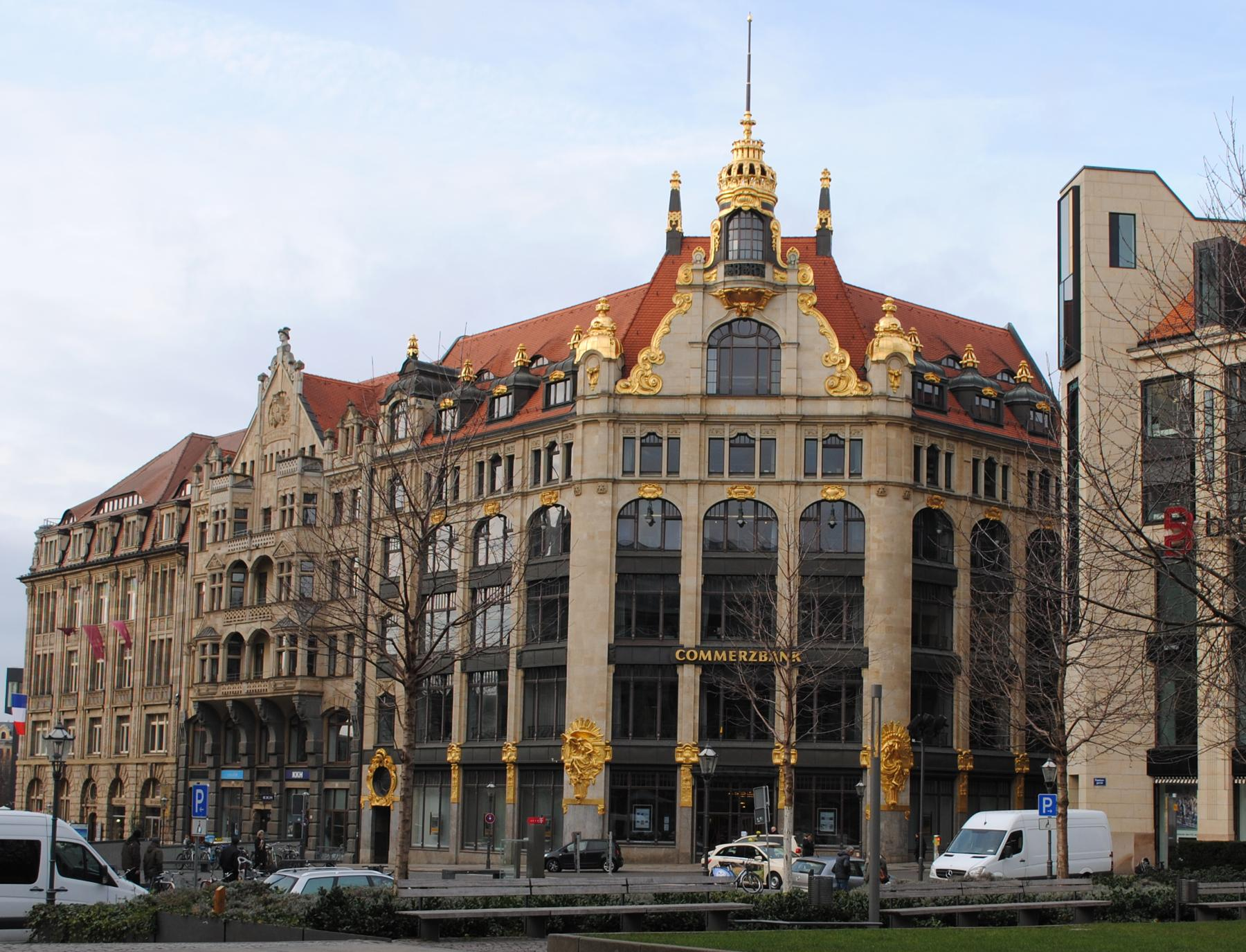
La sede di Lipsia